# شیر سفید

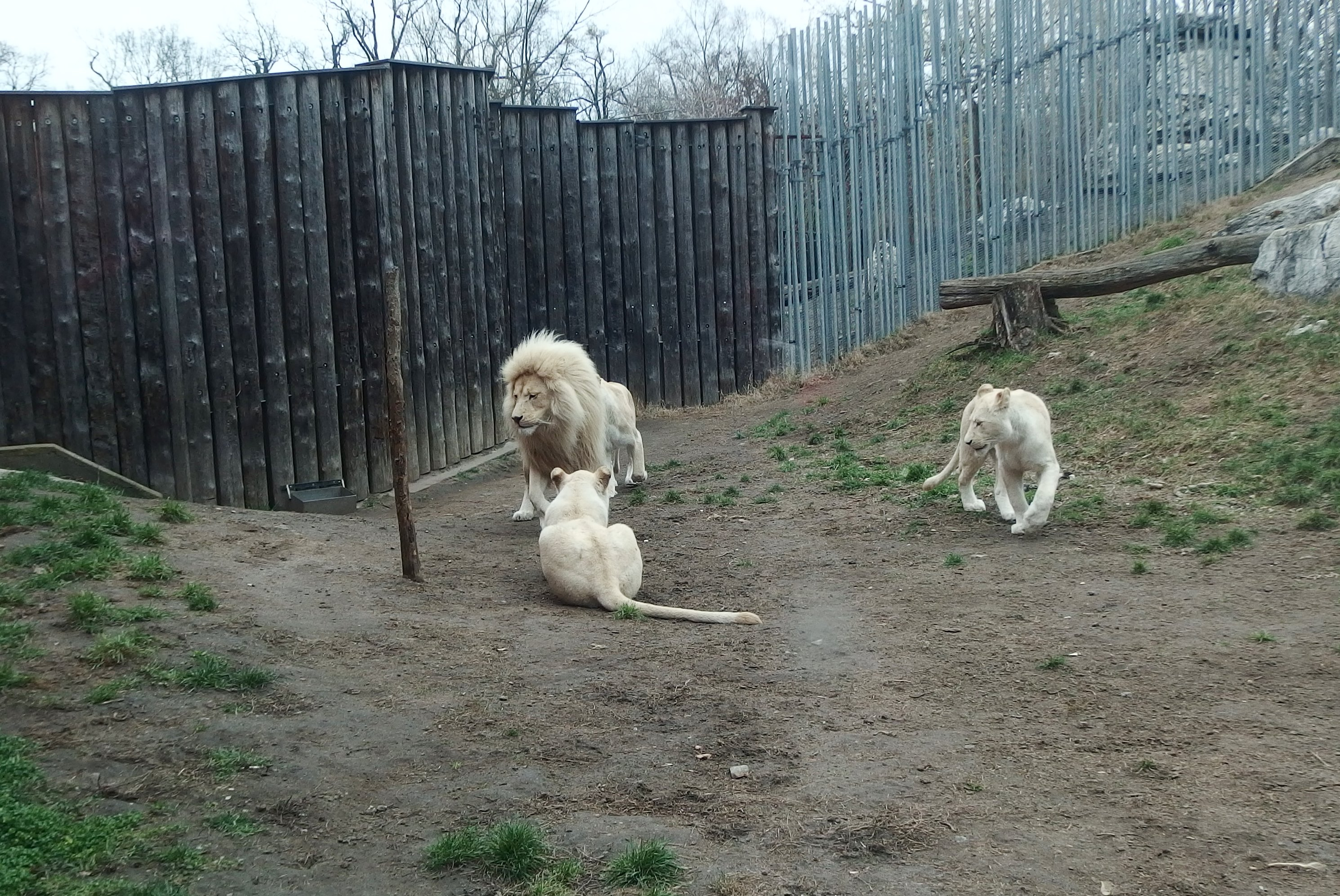

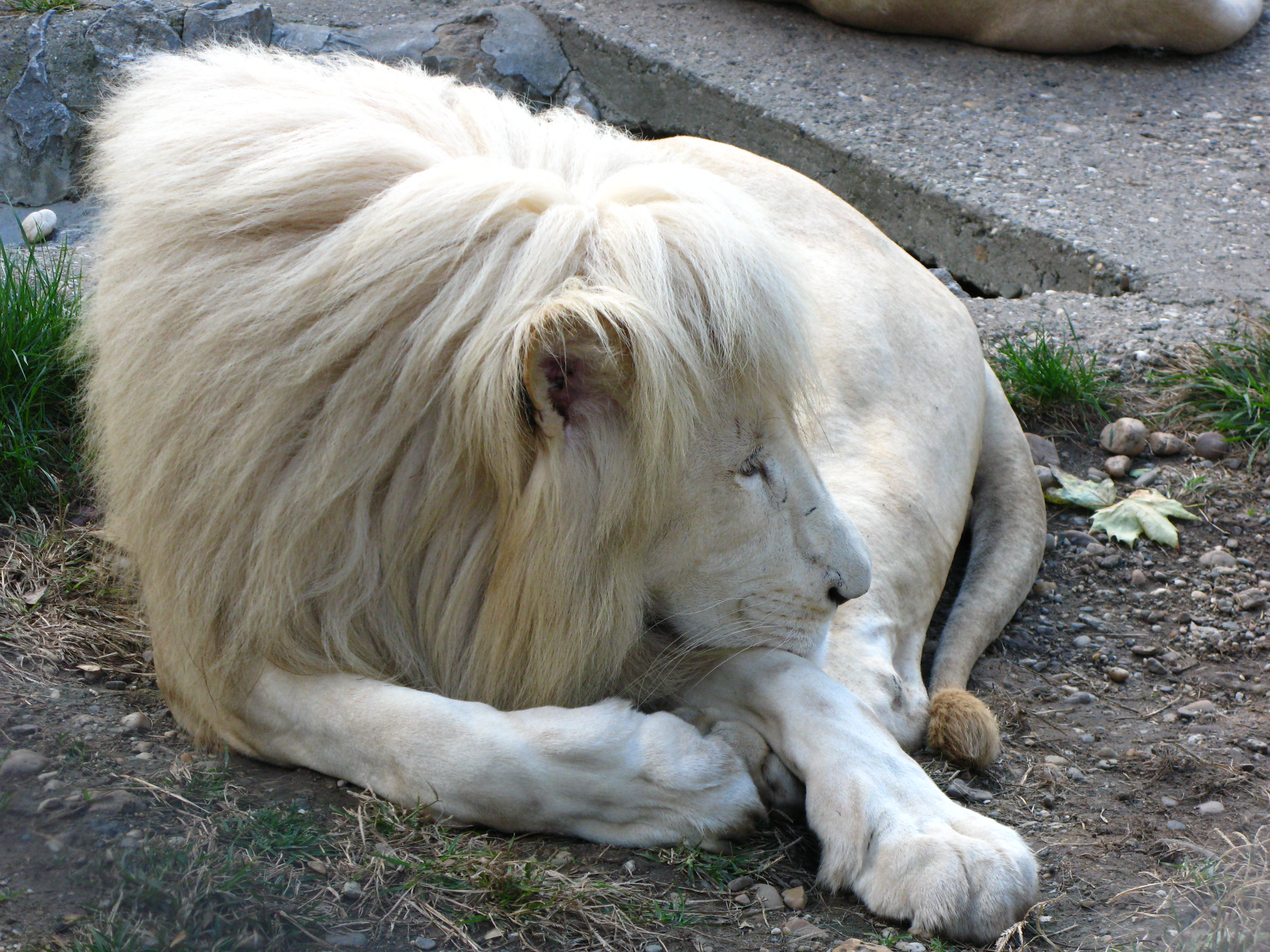
شیر سفید در باغ وحش بلگراد، صربستان

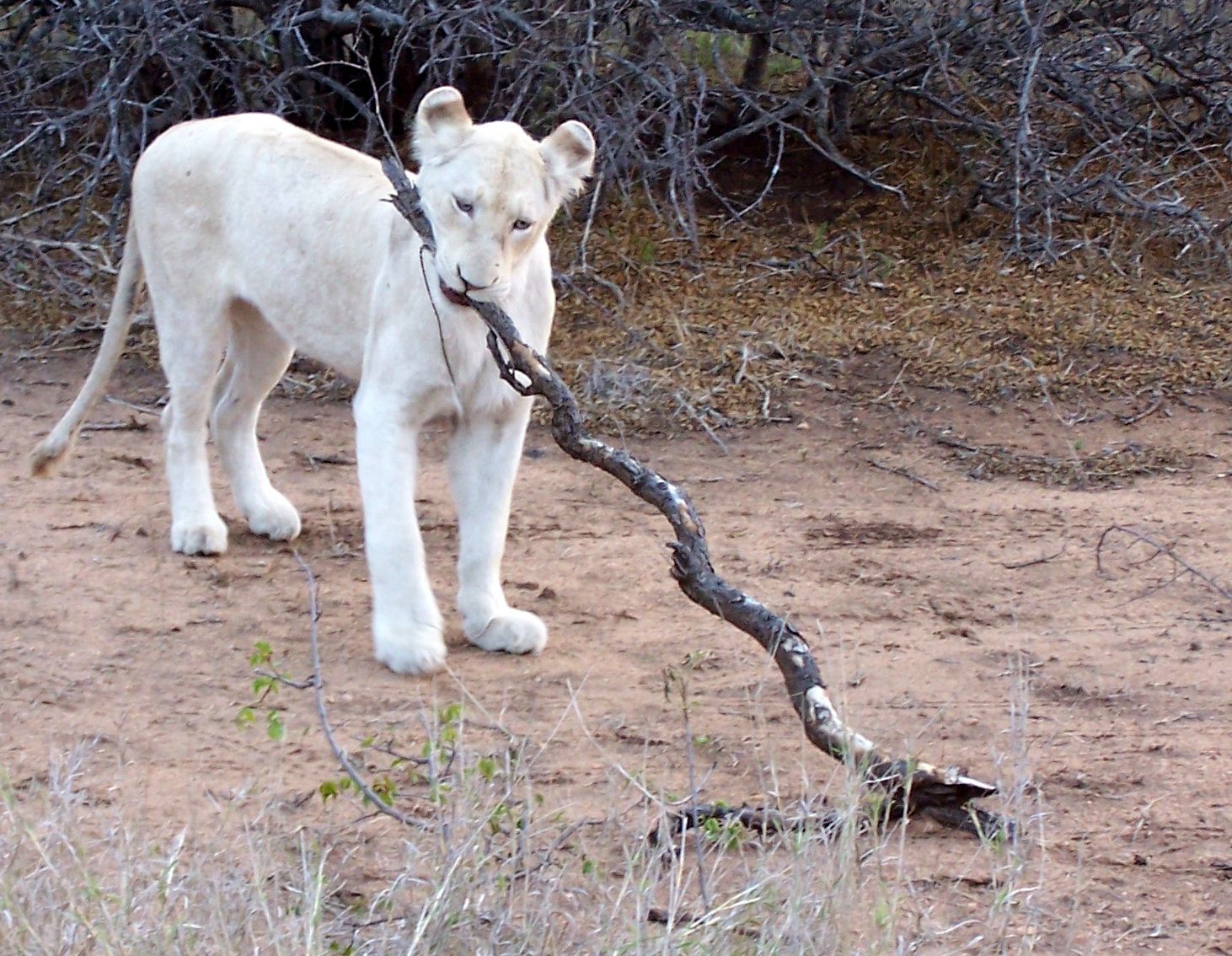
شیر سفید نوجوان در پارک ملی کروگر، آفریقای جنوبی

شیر سفید یک گربه نادر از منطقه تیمباواتی(Timbavati) در افریقای جنوبی است که رنگ آن به سفید جهش یافته‌است. شیرهای سفید یک زیرگونه جدا نیستند و باور بر این است که برای قرن‌ها بومی منطقه تیمباواتی در افریقای جنوبی هستند. با این وجود اولین و قدیمی‌ترین مشاهده ثبت شده به سال ۱۹۳۸ بر می‌گردد. تا قبل از سال ۲۰۰۹ و آزاد سازی اولین قبیله شیرهای سفید به حیات وحش، باور بر این بود که آن‌ها نمی‌توانند در حیات وحش زندگی کنند. به این دلیل است که هنوز اکثریت شیرهای سفید در باغ وحش‌ها هستند. وزن جنس نر این جانور بین ۱۵۰ تا ۲۰۰ کیلوگرم و ماده ها بین ۱۰۰ تا ۱۷۰ کیلوگرم وزن دارند.

## تولیدمثل
یک ژن مغلوب باعث رنگ نامعمول شیر سفید شده‌است. یک ژن مشابه نیز باعث به وجود آمدن ببر سفید است. این موضوع به شیرهای سفید این قابلیت رأی می‌دهد که برای باغ وحش‌ها، مناطق محافظت شده محیط زیست و غیره زادگیری گزینشی شوند. البته زادگیری گزینشی می‌تواند باعث بروز مشکلات و اختلالات ژنتیک شود. بعضی از جفت‌گیری شیرهای سفید با شیرهای دیگر به دلیل احتمال انقراض شیرهای سفید، اعلام نگرانی کرده‌اند. با این حال به دلیل اینکه نسل بعدی حاصل این جفت‌گیری ژن مغلوب سفید را به ارث خواهد برد و احتمال تولید شیر سفید در نسل بعد از خود را دارد، این نگرانی نامعتبر است. بعضی از منتقدان نیز معتقدند به دلیل زادگیری گزینشی ای که در باغ وحش‌ها و سایر مراکز در شیرهای سفید انجام شده‌است، آن‌ها نباید به حیات وحش بازگردانده شوند. اما گروه‌های مرتبط، از جمله اتحادیه حافظ شیرهای سفید(WLPT) اطمینان می‌دهند که به دلیل استفاده از راهکارها و روش‌های دقیق و حساب شده علمی، شیرهای سفید برنامه آن‌ها دارای اختلالات ژنتیکی نستند.

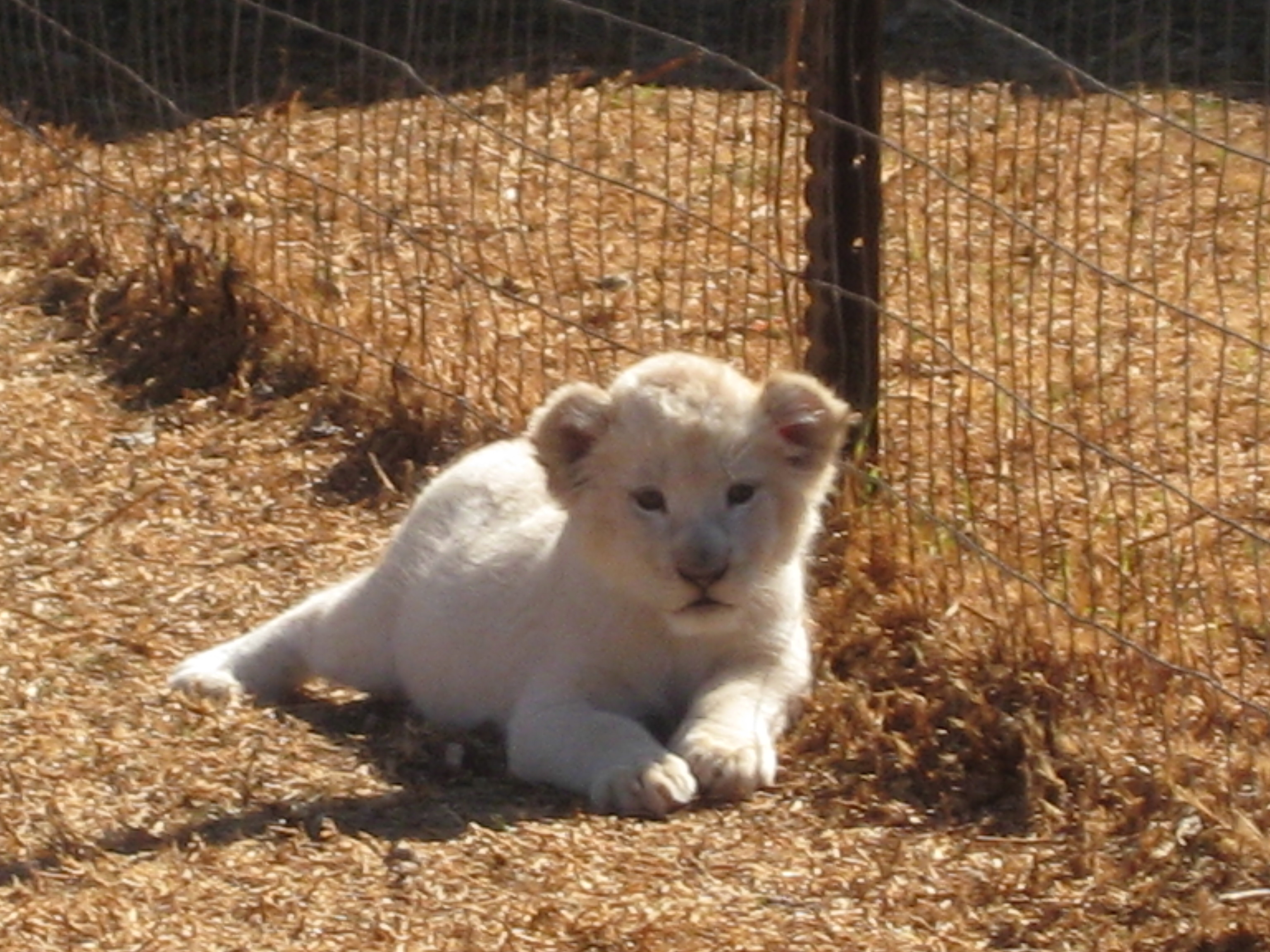
یک توله شیر سفید در آفریقای جنوبی

## ژنتیک
شیرهای سفید نه آلبینیسم، بلکه لیوسیسم هستند. رنگدانه در چشم‌ها، پنجه و لب‌های آن‌ها موجود است. رنگ سفید آن‌ها به دلیل یک جهش مغلوب در ژن آنزیم TYR، مسئول تولید ملانین، است. موردهای شدید جهش در این ژن دیده شده‌است که باعث بروز آلبینیسم شود. در حالیکه موردهای با شدت کمتر، تنها باعث این‌گونه تفاوت رنگ‌ها در تعدادی از پستانداران می‌شود.

## در حیات وحش
در سال ۲۰۰۳، اتحادیه حافظ شیرهای سفید برای اولین بار آزادسازی گروهی از شیرهای سفید به حیات وحش طبیعی شان واقع در منطقه  تیمباواتی (Timbavati) در افریقای جنوبی را آغاز کرد. نتایج اولیه نشان می‌دهد که ضریب موفقیت در شکار توسط این گروه از شیرهای سفید معادل و بالاتر از شیرهای عادی منطقه بود. این قبیله شیرهای سفید، ادعاهای نادرست قبلی مبنی بر عدم توانایی شکار توسط شیر سفید به دلیل رنگ سفید و عدم استتار را باطل کرد.